# Halina Poświatowska
Halina Poświatowska (née Halina Myga, mentionnée dans les registres d'église comme Helena Myga  ; née le 9 mai 1935 et morte le 11 octobre 1967) est une écrivaine et poétesse polonaise.
Halina Poświatowska est connue pour ses poèmes lyriques, intellectuels, passionnés sur la mort, de l'amour, l'existence, les personnages historiques célèbres (spécialement les femmes). Elle dépeint aussi avec force et mordant la vie, les êtres vivants, les abeilles ou encore les chats.

## Biographie

### Enfance et jeunesse
La poétesse est née à Częstochowa sous le nom de Halina Myga, mais le prêtre a décidé de noter le nom "Helena", au lieu de Halina. Le livre paroissial des baptêmes et des naissances, reconnaissant que le nom Halina ne figurait pas dans le registre des saints. Elle a officiellement changé de nom en 1961. Halina avait trois frères et sœurs : Małgorzata, Elżbieta et Zbigniew. Elizabeth est morte à l'âge de trois ans seulement. Halina a étudié au lycée "Nauka i Pracy", et après sa fermeture au I lycée Juliusz Słowacki. Poświatowska nait donc en Pologne et y vit jusqu'à ses 23 ans.
Les derniers jours qui ont précédé la libération de sa ville d’origine ont eu un impact majeur sur sa vie et sa santé futures: du 15 janvier 1945 à la libération de Częstochowa, Halina et sa famille se sont cachées dans le sous-sol. Le fait de rester dans une pièce froide et humide a provoqué une angine de poitrine chez Halina, qui a laissé des effets irréversibles. Les streptocoques, affectant le corps, ont provoqué de l'arthrite et, par conséquent, une malformation cardiaque. Plus spécifiquement : changements endocardiaques - défauts de la valve mitrale . Malade, il lui faut recourir à une opération du cœur aux États-Unis : l'ensemble des frais, le voyage transatlantique à bord du paquebot polonais MS Batory, l'hébergement sur place et l'opération elle-même, sont couverts par des fonds collectés par les Polono-américains. Cette opération qui a lieu à Philadelphie en 1958, a eu suffisamment de succès pour lui permettre de vivre neuf années de plus.

### Maladies
À cause d'une malformation cardiaque, alors incurable, elle passa la plus grande partie de sa vie dans des hôpitaux et des sanatoriums. Elle y rencontra son futur mari, Adolf Ryszard Poświatowski (1930-1956), également gravement malade, peintre et étudiant à l'École de cinéma de Łódź, qu'elle épousa le 30 avril 1954 à Częstochowa. Après deux ans de mariage, elle est devenue veuve à l'âge de 21 ans. En 1958, grâce à une collecte de fonds auprès de la Polonia américaine, Halina Poświatowska subit une opération du cœur compliquée aux États-Unis. Au lieu de retourner directement en Pologne, Halina Poświatowska, sans le signaler aux autorités polonaises chargées des passeports, demanda une bourse d'études complète (paiement des frais de scolarité) au prestigieux collège pour filles riches, le Smith College, à Berkshires, à Northampton. La bourse a été attribuée malgré le manque de connaissances suffisantes en anglais de la demanderesse. Elle est diplômée du collège du poète après trois ans, soit un an plus tôt que prévu.Bien qu'ayant reçu une offre d’inscription avec une bourse complète pour des études de doctorat au Département de philosophie de l’Université Stanford en Californie, près de San Francisco, Halina Poświatowska, désireuse de retrouver sa famille, est ensuite revenue au pays. Après son retour, elle s’installa à Cracovie. Elle a passé la quatrième année d'études philosophiques à l'université Jagellonne et a déménagé dans la célèbre Maison des Écrivains ul. Krupniczej. Elle étudie la philosophie à l'université Jagellonne de Cracovie avant de mourir prématurément sans avoir eu le temps d'obtenir son doctorat. Les dernières années de sa vie sont grandement liées à Cracovie.

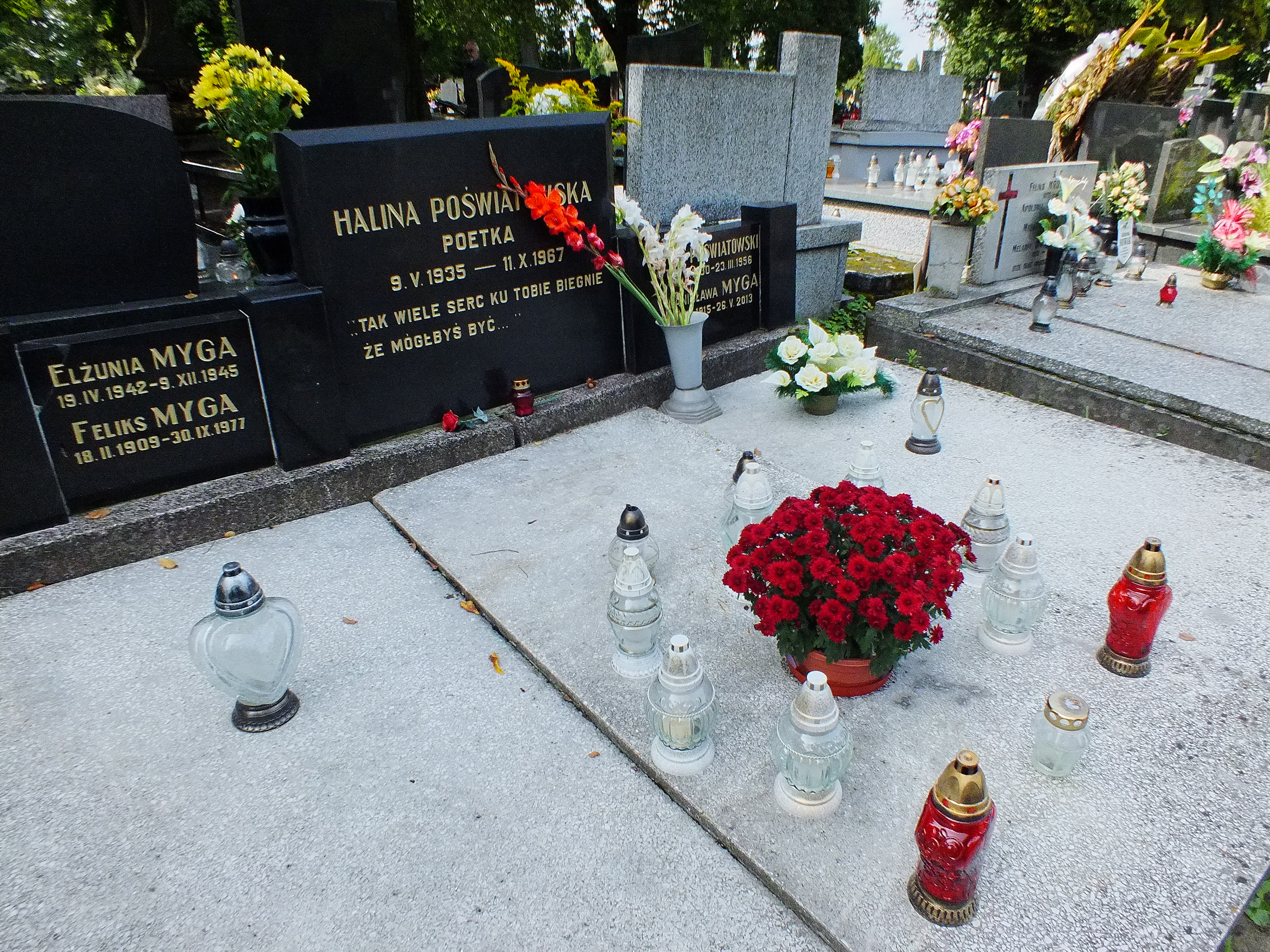
La tombe de Halina Poświatowska.

### Mort
En 1967, sa santé étant très mauvaise, elle a donc décidé de se faire opérer de nouveau au cœur, cette fois à Varsovie. Huit jours après l'opération, le 11 octobre, la poète meurt de complications thromboemboliques. Elle meurt ainsi à 32 ans.
La tombe de Halina Poświatowska et de son mari se trouve au cimetière Saint-Roch de Częstochowa.

### Commémoration
Le 9 mai 2007 dans sa maison familiale à Częstochowa (23 rue Jasnogórska), la Maison de la poésie a été ouverte. il s'agit d'un musée Halina Poświatowska (qui est une partie du musée de Częstochowa), où sont exposés, entre autres, de nombreux souvenirs de famille. Toujours à Częstochowa, à l’école primaire n ° 8, se trouve une salle du mémorial composée d’un poète dont le monument est fait à partir de résine naturelle réalisée par le sculpteur Szymon Wypych de Częstochowa. En 2007, le banc de Halina Poświatowska a été dévoilé à Częstochowa [6]. Depuis 1994, le poète est le patron du XXXIIe lycée de Lodz et, depuis 1996, de l’école primaire n ° 8 de Częstochowa.

## Œuvres

### Années 1950 et 1960

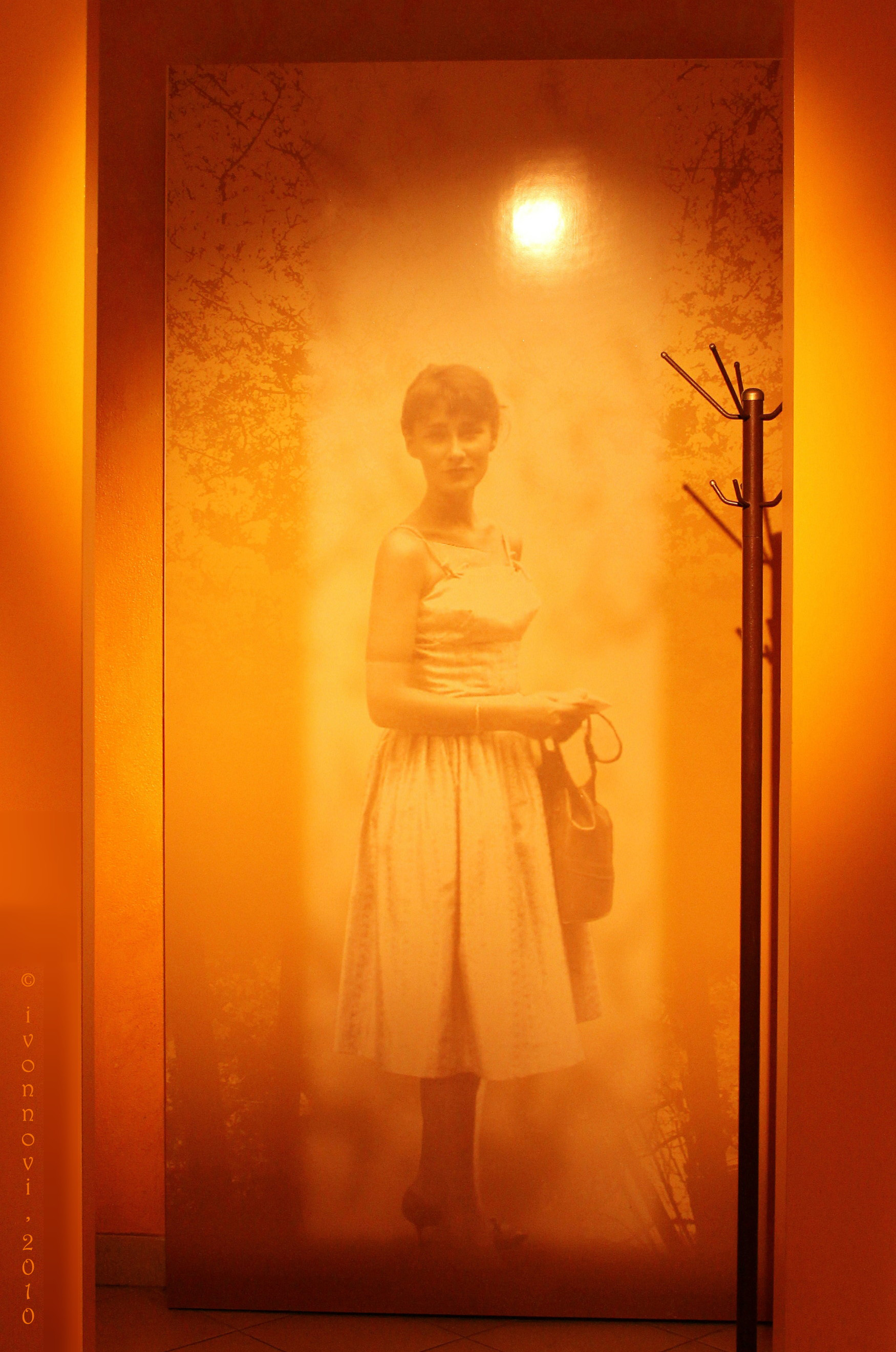
Une photo de la poète dans son musée à Częstochowa

Halina Poświatowska fait ses débuts en 1956. Publiant ses poèmes dans Częstochowska. Son premier recueil  Hymne de l'idolâtrie  ("Hymn bałwochwalczy") est publié en 1958 et a reçu des  critiques favorables. Les poèmes suivants ont été rassemblés dans trois volumes de poésie : "Aujourd'hui" ("Dzień dzisiejszy " - 1963), "Ode aux mains" ("Oda do rąk" - 1966) et "Encore une mémoire" ("Jeszcze jedno wspomnienie" - 1968, à titre posthume). Les thèmes principaux de sa production poétique étaient l'entrelacement de l'amour et de la mort. Consciente de la fragilité des êtres, Halina Poświatowska a exprimé à plusieurs reprises son opposition à un sort implacable. Elle regrette l'imperfection du corps humain, mais sait aussi profiter de chaque instant de la vie qui passe. Dans ses œuvres, elle n'omet jamais sa féminité et écrit sur elle-même comme sur d'autres femmes, des femmes-héroïnes. Ce travail trouvant ses racines dans les profondes réflexions philosophiques qui étaient les siennes. La poésie de Halina Poświatowska est une étude de la nature humaine, une femme en quête d'amour et une femme consciente de sa mort.

### Accueil après la mort
Après la mort d'Halina Poświatowska, de nombreux textes inédits, nouvelles, contes de fées pour enfants, drames et lettres ont été regroupés dans un ouvrage sobrement intitulé "Les oeuvres" ("Dziełach"-1997). Peu de temps avant sa mort, en 1967, l'édition littéraire avait publié son "histoire autobiographique pour un ami", une ré-édition a été faite en 2017 par la même maison d'édition.
En 1968, Tadeusz Baird a composé cinq chansons pour mezzo-soprano et orchestre de chambre reprenant les textes de Halina Poświatowska
Depuis 1974, a lieu à Czestochowa un Concours national de poésie "Halina Poświatowska".

### Réhabilitation critique et féministe

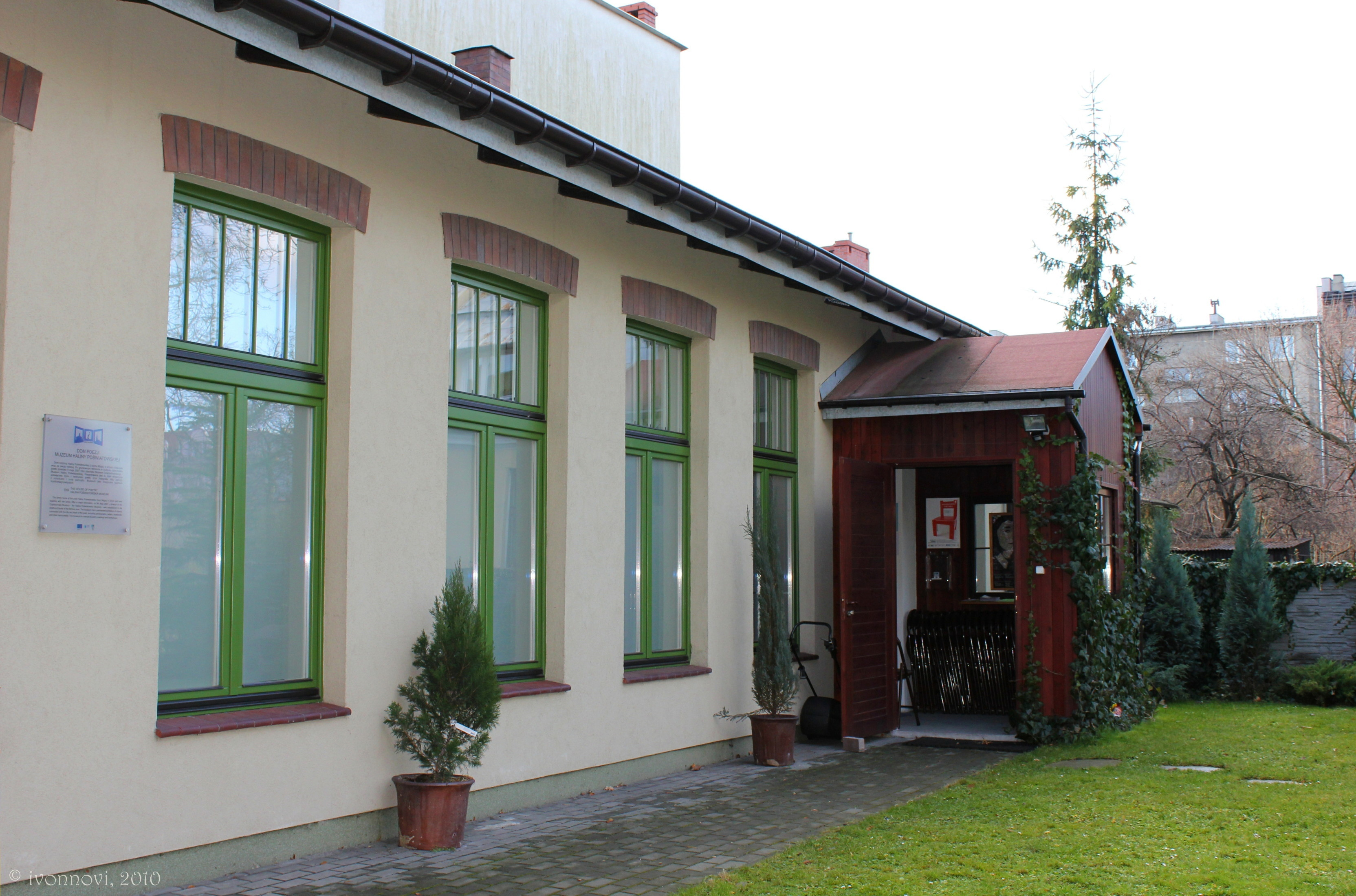
Maison de la poésie - Musée Halina Poświatowska à Częstochowa

Bien après la mort d'Halina Poświatowska, sa poésie a été considérée de manière plus favorable par les biographes qu'elle ne l'était par l'élite littéraire de son époque. Sa poésie a été complètement réhabilitée comme strictement intellectuelle, analytique, innovante et techniquement excellente, malgré la fétichisation généralisée de ses courtes paroles par des filles et des femmes polonaises ("entourée des nimbes de la sentimentalité", écrira la biographe Kalina Błażejowska).
Au 21e siècle, Grażyna Borkowska ("Insouciant et peu romantique - À propos de Halina Poświatowska". Cracovie, Maison de publication littéraires, 2001) et Kalina Błażejowska ("Coeur têtu. Biographie de Halina Poświatowska", Cracovie, Znak, 2014) ont publié à son propos des monographies littéraires portant sur la déconstruction d'éléments de sa poésie ou sur des histoires jugées indécentes de sa vie.

### Ouvrages
- Hymn bałwochwalczy, 1958.
- Opowieść dla przyjaciela (prose), 1967.
- « Tańcząca Nina », in Jan Zych (ed.), Wiersze wybrane, p. 19, 22, 35, 352, 400, 422.
- Bajka o sówce, która w dzień spać lubiła.